# Paralimna madecassa
Paralimna madecassa är en tvåvingeart som beskrevs av Giordani Soika 1956. Paralimna madecassa ingår i släktet Paralimna och familjen vattenflugor. Inga underarter finns listade i Catalogue of Life.